# Mimorsidis mausoni
Mimorsidis mausoni är en skalbaggsart som beskrevs av Stefan von Breuning 1947. Mimorsidis mausoni ingår i släktet Mimorsidis och familjen långhorningar. Inga underarter finns listade i Catalogue of Life.